# Acas (distrito)
O Distrito peruano de Acas é um dos onze distritos que formam a Província de Ocros, situada no Ancash, pertencente a Região Ancash, Peru.

## Transporte
O distrito de Acas é servido pela seguinte rodovia:
- AN-112, que liga a cidade de Ticllos ao distrito de Cochas
- PE-16A, que liga o distrito de Oyón (Região de Lima) à cidade de Pativilca (Região de Lima) [2][3][4]